# Bjarne Hastrup
Bjarne Hastrup (født 29. september 1945 på Østerbro) er medstifter og administrerende direktør for Ældre Sagen, fra 1986.
I 1972 blev han cand.polit. fra Københavns Universitet. Han fungerede også som ekstern lektor hos Økonomisk Institut på Københavns Universitet 1972-2021
to børn: Julie Hastrup og Cecilie Hastrup.